# Scottsburg (Indiana, Scott megye)
Scottsburg város az USA Indiana államában. Lakosainak száma 7345 fő (2020. április 1.).

## Népesség
A település népességének változása:

| 2010 | 6 747 |
| 2020 | 7 345 |